# Mäeküla (Tallinn)
Mäeküla is een subdistrict of wijk (Estisch: asum) binnen het stadsdistrict Haabersti in Tallinn, de hoofdstad van Estland. De wijk telde 2 inwoners op 1 januari 2020. De naam betekent ‘dorp op een heuvel’. Die naam heeft de wijk gemeen met een groot aantal dorpen verspreid door Estland. De ondergrond van de wijk bestaat, net als die van de aangrenzende wijk Astangu, uit kalksteen.
De wijk grenst in het noorden aan Astangu, in het oosten aan de wijk Vana-Mustamäe en in het  zuiden en westen en aan de gemeente Harku.

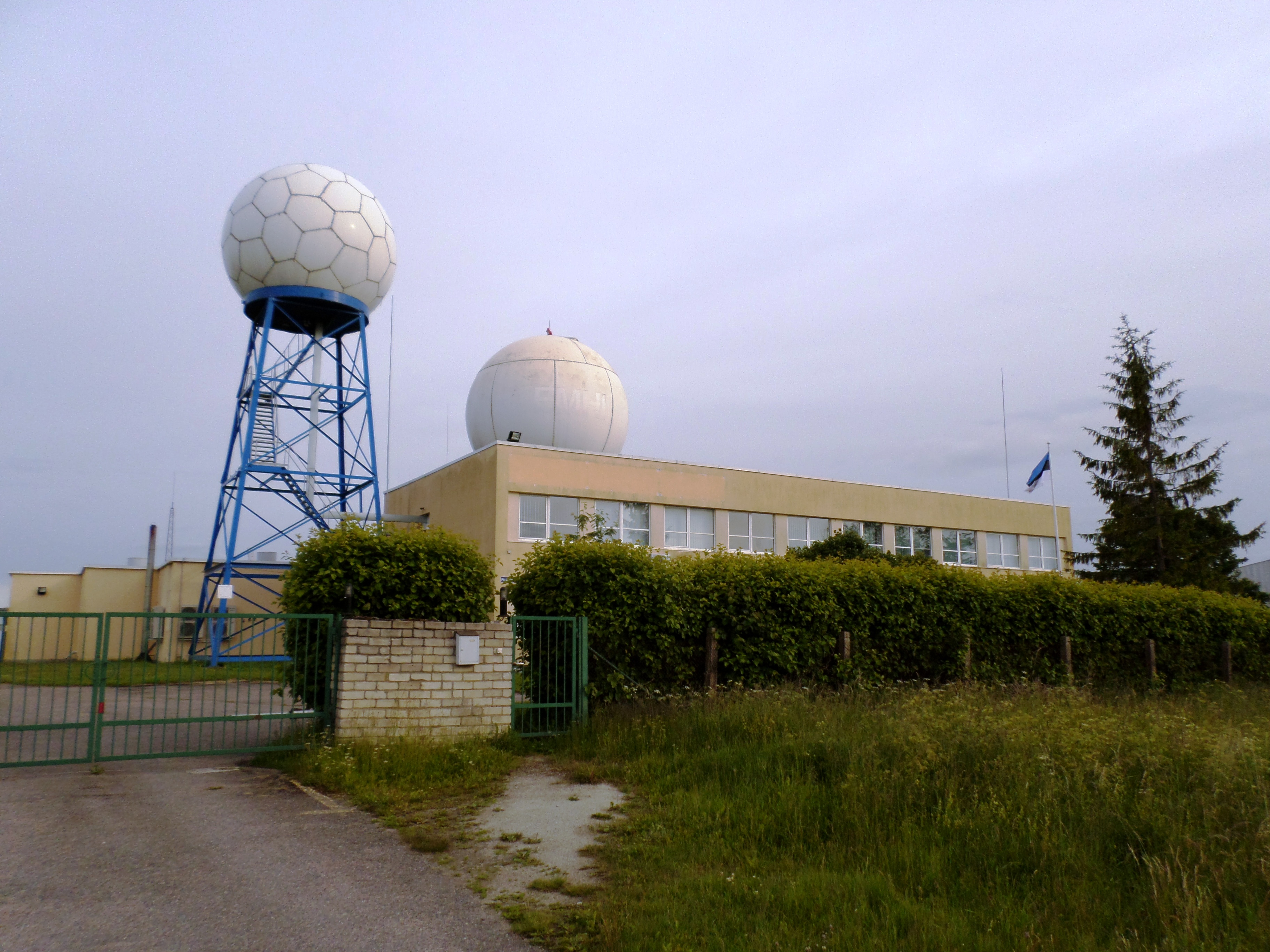
Weerstation in Mäeküla

## Geschiedenis
Tijdens de Eerste Wereldoorlog hadden de Russische autoriteiten het plan om in Zuidwest-Tallinn een marinebasis in te richten. In Mäeküla moest een grote munitie-opslagplaats komen. De bouw werd in 1917, in de aanloop naar de Russische Burgeroorlog, stilgelegd. In de wijk staan nog enkele verlaten en vervallen militaire bouwwerken. Sinds 1918 is het gebied aan de natuur overgelaten. In 1997 werd Mäeküla een beschermd gebied.
Ondergronds werd in de Eerste Wereldoorlog een heel stelsel van tunnels aangelegd. Een deel van het tunnelstelsel loopt door onder Astangu. Op gezette tijden worden excursies door de tunnels georganiseerd.